# Aulixidens
Genre
Aulixidens est un genre de poissons téléostéens de la famille des Characidae (ordre des Characiformes). Le genre Aulixidens est mono-typique, c'est-à-dire qu'il n'est composé que d'une seule espèce, Aulixidens eugeniae.

## Liste d'espèces
Selon FishBase (5 juillet 2023) :
- Aulixidens eugeniae Böhlke, 1952

## Systématique
Le nom valide complet (avec auteur) de ce taxon est Aulixidens Böhlke (d), 1952.

## Publication originale
- (en) J.E. Böhlke, « Studies on fishes of the family Characidae. No. 1. A new genus of Cheirodontine characids from the Canal de Casiquiare and adjacent waters in Venezuela and northern Brazil », Annals and Magazine of Natural History, Londres, 12e série, vol. 5, no 56,‎ 1952, p. 775-777 (ISSN 0374-5481).